# لمار جکسون
لمار جکسون (انگلیسی: Lamar Jackson؛ زادهٔ ۷ ژانویهٔ ۱۹۹۷) بازیکن فوتبال آمریکایی اهل ایالات متحده آمریکا است.
از باشگاه‌هایی که در آن بازی کرده‌است می‌توان به بالتیمور ریونز اشاره کرد.
لمار جکسِن متولد شهر پومپانوبیچ در جنوب فلوریدا میباشد.
از همان زمانی که در تیم دبيرستان خود در پست کوارتربک فوتبال بازی میکرد به علت سبک بازی متفاوت توجهات رسانه های ملی را به خود جذب کرد.
چندی بعد او به تیم کالج لوییویل کاردینالز پیوست و توانست در سال دوم خود برنده جایزه هایزمن شود، این جایزه به بهترین بازیکن فوتبال دانشگاهی در سطح ملی اعتا میشود.
سبک بازی متفاوت و سرعت بسیار بالا و قابلیت دوندگی و چابکی بسیار بالای لمار جکسن او را از تمام کوارتربک های دیگر متمایز میکند.
بعد از سه سال بازی در کالج در سال 2018 برای ورود به درفت لیگ ملی فوتبال موسوم به NFL  اعلام آمادگی کرد و با وجود توانایی های بسیار بالای او بعضی از رسانه ها و بازیکنان قدیمی فوتبال به توانایی او در پرتاب توپ و سبک بازی متفاوت او انتقاد کردند و اعتقاد داشتند او بهتر است در لیگ ملی در پست متفاوتی بازی کند.
البته فقط رسانه ها و بازیکنان قدیمی فوتبال چنین اعتقاداتی نداشتند بلکه در روز درفت هم مشخص شد که جنرال مننجر تیم های مختلف که مسئول انتخاب بازیکنان هستند هم چنین عقایدی داشتند و این موضوع باعث شد چهار کوارتربک پیش از لمار جکسن انتخاب شوند و با این وجود حتی تیم های دیگری هم که نیاز به کوارتربک داشتند ترجیح دادند بازیکنان متفاوتی را انتخاب کنند و همین موضوع باعث شد در راند اول، 31 بازیکن انتخاب شوند ولی لمار جکسن همچنان در گرین روم استادیوم برگزاری درفت منتظر شنیدن نامش باشد.
بالاخر در آخرین انتخاب راند اول آزی نیوسِم جنرال مننجر افسانه ای تیم بالتیمور ریونز که آخرین سال خود به عنوان جنرال مننجر را میگذراند فرصت را مناسب دید و با وجود این که پیش از این بازیکن متفاوتی را انتخاب کرده بود انتخاب خود در راند دوم را با تیم فیلادلفیا ایگُلز معاوضه کرد و لمار جکسن را با انتخاب شماره 32 برگزید.
لمار جکسن سال اول خود در NFL را از روی نیمکت و پشت سر جو فِلَکو آغاز کرد
و بعد از نه بازی به عنوان کوارتربک اصلی انتخاب شد و توانست با کسب شش برد و یک باخت به همراه تیمش باعث شود تیم بالتیمور ریونز بعد از چند سال ناکامی به پلی آف NFL راه پیدا کند.
او سال دوم خود در NFL را طوفانی آغاز کرد توانست رکورد فوق‌العاده 14 برد و دو باخت را به همراه تیمش به ثبت برساند. 
او همچنین به رکورد بیشترین راشینگ یاردز توسط یک کوارتربک که تا پیش از این متعلق به مایکل ویک بود دست یابد.
او همچنین با 36 تاچ دَون بیشترین  تاچ دَون را در فصل 2019 به ثبت برساند.
همه این ها باعث شد او در انتهای فصل برنده جایزه MVP یا با ارزشترین بازیکن فصل شود.او همچنین جوانترین بازیکنی بود که این جایزه را کسب میکرد و بعد از تام بریدی تنها بازیکنی بود که این جایزه را به اتفاق آرا کسب میکرد.